# Justino Díaz
Justino Díaz (San Juan, 29 gennaio 1940) è un basso portoricano naturalizzato statunitense.

## Biografia
Ha iniziato gli studi musicali presso l'Università di Porto Rico, e il New England Conservatory. Ha cantato piccoli ruoli nel 1961 con la New England Opera e l'American Opera Society.
Nell'aprile 1963 è Sir Giorgio Valton ne I puritani diretto da Richard Bonynge con Joan Sutherland e Nicolai Gedda a Filadelfia.
Al Metropolitan Opera House di New York fa la sua prima apparizione nel National Council Concert nel 1963 e debutta in ottobre come Monterone in Rigoletto sempre nello stesso anno diretto da Fausto Cleva con Cornell MacNeil, Gianna D'Angelo, Rosalind Elias e Bonaldo Giaiotti, poi come Night Watchman ne I maestri cantori di Norimberga con Lisa Della Casa ed Ezio Flagello, Friar in Don Carlo diretto da Georg Solti con Richard Tucker, Rajna Kabaivanska, Robert Merrill, Rita Gorr e Jerome Hines, una Guardia ne Il flauto magico con Anna Moffo e Nicolai Gedda, Dr. Grenvil ne La traviata con Joan Sutherland e Mario Sereni, il Commendatore in Don Giovanni con Cesare Siepi, Jan Peerce, Lucine Amara e Fernando Corena ed il Re in Aida con Leontyne Price, Flaviano Labò e George London, nel 1964 Angelotti in Tosca con Renata Tebaldi, Franco Corelli e Tito Gobbi, Colline ne La bohème, Prince Gremin in Evgenij Onegin diretto da Thomas Schippers, Lodovico in Otello con la Tebaldi ed Anselmo Colzani diretto da Nello Santi, Sparafucile in Rigoletto con Roberta Peters e Carlo Bergonzi, Abimélech in Samson et Dalila diretto da Georges Prêtre e Paolo Albiani in Simon Boccanegra con la Tebaldi e Giorgio Tozzi, nel 1965 un Soldato in Salomè con Birgit Nilsson diretto da Karl Böhm, Raimondo in Lucia di Lammermoor con Ettore Bastianini, un Apprendista in Wozzeck con Kurt Baum e Charles Anthony Caruso diretto da Böhm, Escamillo in Carmen con Regina Resnik, Don Basilio ne Il barbiere di Siviglia con Salvatore Baccaloni, il Grande Inquisitore in Don Carlo con Bruno Prevedi,Martina Arroyo ed Ettore Bastianini; Méphistophélès in Faust con Mary Costa, nel 1966 Titurel in Parsifal con Régine Crespin, Ramfis in Aida con Leontyne Price ed Elena Cernei, Jake Wallace ne La fanciulla del West con Cesare Bardelli ed Antony nella prima assoluta di Antony and Cleopatra di Samuel Barber con Leontyne Price, nel 1967 Alvise ne La Gioconda con la Tebaldi, Frère Laurent in Romeo e Giulietta diretto da Francesco Molinari Pradelli e Figaro ne Le nozze di Figaro con Mirella Freni e Teresa Berganza, nel 1968 Rodolfo ne La sonnambula diretto da Richard Bonynge con la Sutherland, nel 1971 il protagonista in Don Giovanni diretto da Josef Krips e Don Fernando in Fidelio con Inge Borkh, nel 1974 Giovanni da Procida ne I vespri siciliani con Montserrat Caballé e Sherrill Milnes diretto da James Levine, nel 1975 Maometto ne L'assedio di Corinto con Beverly Sills e Shirley Verrett e Padre Guardiano ne La forza del destino, nel 1978 Palémon in Thaïs con John Pritchard, nel 1987 Iago in Otello con Plácido Domingo e Kiri Te Kanawa, nel 1988 Macbeth con Nicolaj Ghiaurov e nel 1994 Scarpia in Tosca con Maria Guleghina, Lando Bartolini e Renato Capecchi arrivando a 400 recite al Metropolitan.
Al Festival di Salisburgo nel 1966 è Escamillo in Carmen diretto da Herbert von Karajan con i Wiener Philharmoniker, Grace Bumbry e Jon Vickers.
È stato Escamillo in Carmen (film 1967 sempre con Bumbry e Vickers)
Nel 1968 è Stromminger ne La Wally con la Tebaldi, Mario Del Monaco, Piero Cappuccilli ed Alfredo Mariotti nel Grand Théâtre de Monte Carlo.
Per il Teatro alla Scala di Milano nel 1969 è Maometto II nella prima di L'assedio di Corinto con Franco Bonisolli e Marilyn Horne e nel 1982 Il conte Asdrubale nella prima di La pietra del paragone alla Piccola Scala diretta da Piero Bellugi con Daniela Dessì, Ugo Benelli, Alessandro Corbelli, Claudio Desderi ed Armando Ariostini per la regia di Eduardo De Filippo ripresa da Rai 3.
Nel 1971 è conde Francesco Cenci in Beatrix Cenci di Alberto Ginastera diretto da Julius Rudel al Washington National Opera e nel 1973 al Lincoln Center di New York.
Al Wiener Staatsoper debutta nel 1972 come Barone Scarpia in Tosca con Sena Jurinac e James King, nel 1974 Il conte Walter in Luisa Miller diretto da Anton Guadagno con Giuseppe Taddei e nel 1984 Escamillo in Carmen diretto da Lorin Maazel con Agnes Baltsa e José Carreras.
A Bilbao nel 1979 canta in Nabucco con Giorgio Zancanaro e Nicola Martinucci e ne Il barbiere di Siviglia con Enzo Dara e nel 1986 in Faust con Alfredo Kraus.
Alla San Francisco Opera nel 1982 è il Barone Scarpia in Tosca con Gwyneth Jones, Giacomo Aragall ed Italo Tajo, nel 1986 Méphistophélès in Faust e nel 1988 Nelusko ne L'africana con Maurizio Arena, Domingo e la Verrett.
Allo Sferisterio di Macerata nel 1982 è Escamillo in Carmen con la Horne e Veriano Luchetti.
Per il Teatro dell'Opera di Roma nel 1986 è Basilio ne Il barbiere di Siviglia con Angelo Romero al Teatro Argentina.
Al Royal Opera House, Covent Garden di Londra nel 1987 è Iago in Otello diretto da Carlos Kleiber con Domingo e Katia Ricciarelli, nel 1991 Barone Scarpia in Tosca con Domingo e Jack Rance ne La fanciulla del West con Mara Zampieri e Robert Lloyd e nel 1994 Amonasro in Aida.
All'Opéra national de Paris nel 1992 è Iago in Otello diretto da Chung Myung-whun con Domingo.
Nel 1993 è Escamillo in Carmen diretto da Zubin Mehta con Cecilia Gasdia e Denyce Graves al Teatro Comunale di Firenze.
Nel 2002 canta come Scarpia nel film Callas Forever.

## Repertorio
| Ruolo                     | Titolo                    | Autore      |
| ------------------------- | ------------------------- | ----------- |
| Antony                    | Antony and Cleopatra      | Barber      |
| Don Fernando              | Fidelio                   | Beethoven   |
| Conte Rodolfo             | La sonnambula             | Bellini     |
| Oroveso                   | Norma                     | Bellini     |
| Giorgio                   | I puritani                | Bellini     |
| Un Apprendista            | Wozzeck                   | Berg        |
| Escamillo                 | Carmen                    | Bizet       |
| Mefistofele               | Mefistofele               | Boito       |
| Khan Konchak              | Il principe Igor'         | Borodin     |
| Gremin                    | Evgenij Onegin            | Čajkovskij  |
| Stromminger               | La Wally                  | Catalani    |
| Creonte                   | Medea                     | Cherubini   |
| Raimondo                  | Lucia di Lammermoor       | Donizetti   |
| Francesco                 | Beatrix Cenci             | Ginastera   |
| Méphistofélès             | Faust                     | Gounod      |
| Frère Laurent             | Roméo et Juliette         | Gounod      |
| Palémon                   | Thaïs                     | Massenet    |
| Nelusko                   | L'africana                | Meyerbeer   |
| Seneca                    | L'incoronazione di Poppea | Monteverdi  |
| Figaro                    | Le nozze di Figaro        | Mozart      |
| Don Giovanni Commendatore | Don Giovanni              | Mozart      |
| Sarastro Guardia          | Die Zauberflöte           | Mozart      |
| Boris                     | Boris Godunov             | Musorgskij  |
| Colline                   | La bohème                 | Puccini     |
| Scarpia                   | Tosca                     | Puccini     |
| Jack Rance Jake Wallace   | La fanciulla del West     | Puccini     |
| Conte Asdrubale Pacuvio   | La pietra del paragone    | Rossini     |
| Don Basilio               | Il barbiere di Siviglia   | Rossini     |
| Maometto                  | L'assedio di Corinto      | Rossini     |
| Abimelech                 | Samson et Dalila          | Saint-Saëns |
| Un Soldato                | Salomè                    | Strauss     |
| Zaccaria                  | Nabucco                   | Verdi       |
| Macbeth                   | Macbeth                   | Verdi       |
| Conte di Walter           | Luisa Miller              | Verdi       |
| Sparafucile               | Rigoletto                 | Verdi       |
| Grenvil                   | La traviata               | Verdi       |
| Giovanni da Procida       | I vespri siciliani        | Verdi       |
| Paolo Albiani             | Simon Boccanegra          | Verdi       |
| Il frate                  | Don Carlo                 | Verdi       |
| Ramfis                    | Aida                      | Verdi       |
| Iago                      | Otello                    | Verdi       |
| Titurel                   | Parsifal                  | Wagner      |

## Discografia
- Rossini: L'Assedio Di Corinto (Live) - Beverly Sills/Marilyn Horne/Franco Bonisolli/Justino Diaz/Paolo Washington/Gianni Foiani/Milna Paoli/Piero De Palma/Orchestra e Coro della Scala/Thomas Schippers, Opera d'Oro
- Justino Diaz sings Mozart Arias - English Chamber Orchestra/Ettore Stratta/Justino Diaz, 1997 Phoenix USA
- Donizetti: Lucia di Lammermoor - London Symphony Orchestra/Thomas Schippers/Beverly Sills/Carlo Bergonzi/Piero Cappuccilli, 2002 Deutsche Grammophon
- Massenet: Thais - New Philharmonia Orchestra/Julius Rudel/Anna Moffo/Gabriel Baquier/José Carreras, 1976 RCA RED SEAL